# The Easybeats
The Easybeats é uma banda australiana de rock, formada em Sydney em 1964. Considerada a melhor banda pop da Austrália, na década de 1960, também foi a primeira banda australiana de rock and roll a ser cultuada internacionalmente, com o hit "Friday On My Mind", de 1966. O grupo finaliza sua carreira em 1969.

## História
A banda foi diretamente influenciada pelos Beatles e bandas adjacentes da chamada invasão britânica. Eles rapidamente se tornaram uma das bandas mais populares de Sydney, ainda em início de carreira. Assinaram contrato com a "Albert Productions", uma das primeiras produtoras independentes da Austrália, companhia de Ted Albert, que então assinou um contrato de gravação para o grupo com o selo Parlophone, da EMI.
Depois de assinado o contrato, a banda rapidamente ganha fama nacional. Já no fim de 1965 eles eram o grupo mais popular da Austrália, com muitos hits tocando nas rádios (todos escritos por Stevie Wright e George Young) e seus shows eram marcados por intensa histeria dos fãs.
Em 1966 a banda viaja para Londres e grava uma série de músicas no estúdio Abbey Road, já com um produtor freelancer, Shel Talmy (notado pelo seu trabalho com a banda The Who e The Kinks). Entre elas "Friday On My mind" (G. Young e H. Vanda), que ficou em 1.º lugar na Austrália, 6.º lugar no Reino Unido, 16.º nos EUA e entrou no top das 10 mais tocadas na França, Países Baixos, Itália e Alemanha, chegando a vender mais de um milhão de cópias em todo o mundo. A canção chegou a ser regravada em 1973 por David Bowie no seu álbum Pin Ups.
Eles fizeram uma turnê pela Europa (com os Rolling Stones) e pelos EUA. Depois do "regresso a casa", em 1967, o baterista Gordon Henry Fleet, deixa a banda e é substituído por Tony Cahil.
A banda entra em declínio, já no fim de 1968, causado pelas drogas e pela parceria enfraquecida de George Young e Harry Vanda os, então, principais compositores do grupo.

## Formação
- Stevie Wright: vocalista principal
- George Young: guitarrista
- Harry Vanda: guitarrista
- Dick Diamonde: contrabaixista
- Gordon "Snowy" Henry Fleet: baterista

## Discografia
- "Easy" (setembro de 1965)
- "It's 2 Easy" (março de 1966);
- "Volume 3" (novembro de 1966);
- "Best of The Easybeats + Pretty Girl" (janeiro de 1967);
- "Vigil" (outubro de 1968);
- "Friends" (janeiro de 1969);
- "Best of The Easybeats-volume 2" (outubro de 1969);
- "The Shame Just Drained" (outubro de 1977);
- "Absolute Anthology" (novembro de 1980);
- "The Definitive Series" (setembro de 1992).